# CODATA
Comitetul de Date pentru Știință și Tehnologie (engleză Committee on Data for Science and Technology) (CODATA) a fost înființat în anul 1966 ca un comitet interdisciplinar al  Consiliului Internațional pentru Știință. Scopul său este îmbunătățirea colectării, evaluării critice, depozitării și difuzării datelor importante pentru știință și tehnologie.
Grupul de lucru al CODATA pentru constantele fizice fundamentale a luat ființă în 1969. Scopul său este să ofere periodic comunităților științifice și celor care se ocupă cu tehnologia un set de valori acceptate internațional pentru constantele fizice fundamentale și factorii lor de conversie în diferite sisteme de unități de măsură. Primul set de valori CODATA a fost publicat în 1973, iar următoarele în 1986, 1998, 2002 și 2006.
Valorile recomandate de CODATA pentru constantele fizice fundamentale sunt publicate în ghidul NIST pentru constante, unități și incertitudini.
CODATA organizează la fiecare doi ani Conferința Internațională CODATA.